# IZ (gruppo musicale)
Gli IZ (아이즈?) sono un gruppo musicale sudcoreano formatosi a Seul nel 2017.
Debuttarono il 31 agosto 2017 con l'EP All You Want

## Formazione
- Lee Hyun-jun (Corea del Sud, 21 dicembre 1999) – leader, chitarra (2017-)
- Jihoo (nato Lim Soo-jung; Corea del Sud, 5 agosto 1998) – voce (2017-)
- Woosu (nato Kim Min-seok; Corea del Sud, 23 novembre 1999) – drums (2017-)[3]
- Lee Jun-young (Corea del Sud, 23 settembre 2000) – basso (2017-)

## Discografia

### EP
- 2017 – All You Want
- 2018 – Angel
- 2019 – Re:IZ

## Riconoscimenti
- Soribada Best K-Music Award
  - 2018 – New Hallyu Rookie Award